# Raging (bài hát)
"Raging" là một bài hát năm 2016 của DJ và nhà sản xuất thu âm Na Uy Kygo từ album phòng thu đầu tay của anh, Cloud Nine. Nó là đĩa đơn quảng bá thứ hai từ album và được phát hành vào ngày 1 tháng 4 năm 2016, trở thành đĩa đơn thứ năm từ album. Bài hát được hợp tác bởi ban nhạc rock từ Ireland Kodaline. "Raging" cũng được James Bay góp sức sáng tác.

## Sáng tác
"Raging" là một bài hát nhạc tropical house viết ở cung rê thăng thứ với nhịp độ 100 BPM.

## Video âm nhạc
Video âm nhạc cho bài hát được phát hành trên YouTube vào ngày 23 tháng 5 năm 2016. Nó được đạo diễn bởi Ariel Elia và được sản xuất bởi Dan Klabin.

## Trong văn hóa đại chúng
Bài hát được giới thiệu trong trò chơi FIFA 17 của EA Sports.

## Xếp hạng
| Bảng xếp hạng (2016)                          | Vị trí xếp hạng cao nhất |
| --------------------------------------------- | ------------------------ |
| Áo (Ö3 Austria Top 40)                        | 47                       |
| Cộng hòa Séc (Rádio Top 100)                  | 8                        |
| Cộng hòa Séc (Singles Digitál Top 100)        | 39                       |
| Pháp (SNEP)                                   | 64                       |
| Đức (GfK)                                     | 69                       |
| Hungary (Rádiós Top 40)                       | 7                        |
| Ireland (IRMA)                                | 9                        |
| Ý (FIMI)                                      | 57                       |
| Hà Lan (Dutch Top 40)                         | 21                       |
| Hà Lan (Single Top 100)                       | 26                       |
| Na Uy (VG-lista)                              | 2                        |
| Ba Lan (Polish Airplay Top 100)               | 28                       |
| Bồ Đào Nha (AFP)                              | 56                       |
| Scotland (OCC)                                | 21                       |
| Slovakia (Rádio Top 100)                      | 12                       |
| Slovakia (Singles Digitál Top 100)            | 37                       |
| Thụy Điển (Sverigetopplistan)                 | 6                        |
| Thụy Sĩ (Schweizer Hitparade)                 | 24                       |
| Anh Quốc (OCC)                                | 42                       |
| Hoa Kỳ Hot Dance/Electronic Songs (Billboard) | 16                       |

## Lịch sử phát hành
| Khu vực  | Ngày               | Định dạng       | Nhãn đĩa |
| -------- | ------------------ | --------------- | -------- |
| Toàn cầu | 1 tháng 4 năm 2016 | Tải kỹ thuật số | Sony     |